# Semele
Semele er en mytisk figur fra den græske mytologi, datter af Kadmos og gudinden Harmonia. Hun var mor til guden Dionysos.

## Myten
Semele var en kongedatter fra Theben. Zeus fandt interesse i hende og gjorde hende med barn. Da Zeus' hustru Hera opdagede affæren, gik hun til Semele og lokkede hende til at bede sin elsker om at åbenbare sit sande jeg. Da Zeus næste gang besøgte Semele, krævede hun, at han gjorde som Hera havde sagt. Zeus viste sig da for hende i sin rigtige skikkelse og Semele brændte op i gudens nærvær, for ingen dødelig kan udstå at se en gud i sin rigtige skikkelse. Fosteret blev reddet af Zeus, der syede det ind i sit lår. Således reddede han barnet og lod det føde på en fjern kyst. Barnet var Dionysos, vinens og ekstasens gud.

## Religionsvidenskab
Myten om Semele var forankret i den thebanske sagnkreds. Der er ingen tvivl om at myten selv for grækerne havde et skær af noget udenlandsk. Kadmos, Semeles far, var ifølge myten føniker, hvilket antyder Dionysos' fremmede herkomst som gud i det græske panteon. Myten om Semele er tæt knyttet til de orfiske mysteriereligioner, der dukkede op i Grækenland omkring det 8. århundrede f.Kr.